# Mohammad Szadegi
Mohammad Szadegi, perzsául:  محمد صادقی, (Ahváz, 1952. március 16. –) válogatott iráni labdarúgó, középpályás.

## Pályafutása
1971-ig a Gomrok Ahvaz, 1971 és 1978 között a Pas, 1978 és 1980 között a Persepolis, 1980 és 1986 között a Shahin labdarúgója volt. A Pas csapatával két bajnoki címet szerzett.
1972 és 1978 között 38 alkalommal szerepelt az iráni válogatottban és négy gólt szerzett. Tagja volt az 1972-es müncheni és az 1976-os montéali olimpián  résztvevő együttesnek. Az 1976-os Ázsia-kupán aranyérmes lett a válogatottal. Részt vett az 1978-as argentínai világbajnokságon is.

## Sikerei, díjai
Irán
- Ázsia-kupa
  - aranyérmes: 1976, Irán

 Pas
- Iráni bajnokság
  - bajnok (2): 1976–77, 1977–78